# Janusz Gol
Janusz Gol (born 11 tháng 11 năm 1985) là một cầu thủ bóng đá người Ba Lan thi đấu ở vị trí tiền vệ trung tâm cho Amkar Perm tại Giải bóng đá ngoại hạng Nga.

## Sự nghiệp

### Câu lạc bộ
Vào tháng 7 năm 2008, anh chuyển đến GKS Bełchatów from Polonia/Sparta Świdnica. He extended his contract with GKS to the end of 2010/mùa giải 2011 vào tháng 6 năm 2009.
Vào tháng 2 năm 2011, anh gia nhập Legia Warsaw với bản hợp đồng thời hạn 3,5 năm.
Vào tháng 7 năm 2013, anh gia nhập Amkar Perm với bản hợp đồng thời hạn 2 năm.

### Quốc tế
Anh là thành viên của Đội tuyển bóng đá quốc gia Ba Lan từ năm 2010.

## Thống kê sự nghiệp

### Câu lạc bộ
Tính đến 20 tháng 5 năm 2018
| Câu lạc bộ          | Mùa giải            | Giải vô địch                | Giải vô địch | Giải vô địch | Cúp     | Cúp       | Châu lục | Châu lục  | Khác    | Khác      | Tổng cộng | Tổng cộng |
| Câu lạc bộ          | Mùa giải            | Hạng đấu                    | Số trận      | Bàn thắng    | Số trận | Bàn thắng | Số trận  | Bàn thắng | Số trận | Bàn thắng | Số trận   | Bàn thắng |
| ------------------- | ------------------- | --------------------------- | ------------ | ------------ | ------- | --------- | -------- | --------- | ------- | --------- | --------- | --------- |
| GKS Bełchatów       | 2008–09             | Ekstraklasa                 | 26           | 1            | 0       | 0         | –        | –         | –       | –         | 26        | 1         |
| GKS Bełchatów       | 2009–10             | Ekstraklasa                 | 26           | 1            | 1       | 0         | –        | –         | –       | –         | 27        | 1         |
| GKS Bełchatów       | 2010–11             | Ekstraklasa                 | 14           | 1            | 1       | 0         | –        | –         | –       | –         | 15        | 1         |
| GKS Bełchatów       | Tổng cộng           | Tổng cộng                   | 66           | 3            | 2       | 0         | 0        | 0         | 0       | 0         | 68        | 3         |
| Legia Warsaw        | 2010–11             | Ekstraklasa                 | 9            | 0            | 2       | 0         | –        | –         | –       | –         | 11        | 0         |
| Legia Warsaw        | 2011–12             | Ekstraklasa                 | 29           | 4            | 5       | 1         | 11       | 2         | –       | –         | 45        | 7         |
| Legia Warsaw        | 2012–13             | Ekstraklasa                 | 19           | 0            | 6       | 0         | 5        | 1         | 1       | 0         | 31        | 1         |
| Legia Warsaw        | 2013–14             | Ekstraklasa                 | 0            | 0            | 0       | 0         | 0        | 0         | –       | –         | 0         | 0         |
| Legia Warsaw        | Tổng cộng           | Tổng cộng                   | 57           | 4            | 13      | 1         | 16       | 3         | 1       | 0         | 87        | 8         |
| FC Amkar Perm       | 2013–14             | Giải bóng đá ngoại hạng Nga | 27           | 0            | 1       | 0         | –        | –         | –       | –         | 28        | 0         |
| FC Amkar Perm       | 2014–15             | Giải bóng đá ngoại hạng Nga | 23           | 2            | 1       | 0         | –        | –         | –       | –         | 24        | 2         |
| FC Amkar Perm       | 2015–16             | Giải bóng đá ngoại hạng Nga | 27           | 3            | 3       | 0         | –        | –         | –       | –         | 30        | 3         |
| FC Amkar Perm       | 2016–17             | Giải bóng đá ngoại hạng Nga | 26           | 2            | 1       | 0         | –        | –         | –       | –         | 27        | 2         |
| FC Amkar Perm       | 2017–18             | Giải bóng đá ngoại hạng Nga | 26           | 3            | 2       | 0         | –        | –         | 2       | 1         | 30        | 4         |
| FC Amkar Perm       | Tổng cộng           | Tổng cộng                   | 129          | 10           | 8       | 0         | 0        | 0         | 2       | 1         | 139       | 11        |
| Tổng cộng sự nghiệp | Tổng cộng sự nghiệp | Tổng cộng sự nghiệp         | 252          | 17           | 23      | 1         | 16       | 3         | 3       | 1         | 294       | 22        |